# Белламі (Алабама)
Белламі (англ. Bellamy) — переписна місцевість (CDP) в США, в окрузі Самтер штату Алабама. Населення — 363 особи (2020).

## Географія
Белламі розташоване за координатами 32°27′49″ пн. ш. 88°7′53″ зх. д. / 32.46361° пн. ш. 88.13139° зх. д. (32.463658, -88.131481).  За даними Бюро перепису населення США в 2010 році переписна місцевість мала площу 9,89 км², з яких 9,78 км² — суходіл та 0,11 км² — водойми.

## Демографія
Згідно з переписом 2010 року, у переписній місцевості мешкали 543 особи в 226 домогосподарствах у складі 138 родин. Густота населення становила 55 осіб/км².  Було 286 помешкань (29/км²).
Расовий склад населення:
| - 90,8 % — чорних або афроамериканців - 8,3 % — білих - 0,9 % — азіатів |

До двох чи більше рас належало 0,0 %. Частка іспаномовних становила 1,3 % від усіх жителів.
За віковим діапазоном населення розподілялося таким чином: 25,0 % — особи молодші 18 років, 61,4 % — особи у віці 18—64 років, 13,6 % — особи у віці 65 років та старші. Медіана віку мешканця становила 42,1 року. На 100 осіб жіночої статі у переписній місцевості припадало 80,4 чоловіків;  на 100 жінок у віці від 18 років та старших — 72,5 чоловіків також старших 18 років.
Середній дохід на одне домашнє господарство  становив 30 906 доларів США (медіана — 22 132), а середній дохід на одну сім'ю — 46 638 доларів (медіана — 60 694). Медіана доходів становила 37 654 долари для чоловіків та 12 500 доларів для жінок. За межею бідності перебувало 42,9 % осіб, у тому числі 100,0 % дітей у віці до 18 років та 25,7 % осіб у віці 65 років та старших.
Цивільне працевлаштоване населення становило 315 осіб. Основні галузі зайнятості: мистецтво, розваги та відпочинок — 47,9 %, освіта, охорона здоров'я та соціальна допомога — 27,0 %, виробництво — 18,7 %.